# Пригоди короля Артура
«Пригоди короля Артура» (англ. Arthur's Quest) — американський телевізійний пригодницький фільм 1999 року.

## Сюжет
Щоб врятувати від зловісної чаклунки Моргани, Мерлін перемістив короля Артур, коли той був ще маленьким хлопчиком, в сучасну Америку. Десять років по тому Мерлін повертається за Артуром, якому вже виповнилося п'ятнадцять років. Артур став звичайним сучасним підлітком, нічого не пам'ятає про своє життя в минулому і не вірить Мерлину. Більш того, він не хоче повертатися в минуле, яке без нього просто не відбудеться. Мерлін повинен змусити Артура повірити йому, поки Моргана не добралася до чарівного меча Екскалібура, за допомогою якого вона сподівається завоювати світ.

## У ролях
| Актор               | Роль                |
| ------------------- | ------------------- |
| Ерік Крістіан Олсен | Арті / Король Артур |
| Кетрін Оксенберг    | Моргана             |
| Александра Пол      | Кейтлін Регал       |
| Клінт Говард        | містер Вітні        |
| Зак Галліган        | Король Пендрагон    |
| Ар'є Гросс          | Мерлін              |
| Брайон Джеймс       | Трент               |
| Діана Гілл          | Хільда              |
| Кевін Елстон        | Тіммі               |
| Кеті Джонстон       | Гвен                |
| Ніл Мандт           | поліцейський        |
| Майкл Ошрі          | бізнесмен           |
| Бонні Пол           | місіс Фрайс         |
| Грегорі Поппен      | бандит              |
| Джейеф Прайор       | Слагадор            |
| Роббі Сігер         | Артур (5 років)     |